# 11世纪国家领导人列表

## 非洲
- 法蒂玛王朝（绿衣大食）- 哈基姆，开罗哈里发，996年－1021年
  - 伊夫奇亚 – 巴迪斯, 齐里王朝，995年－1016年
- 埃塞俄比亚（黑暗时代）- Judith，埃塞俄比亚君主，约1000年－约1040年
- 馬庫里亞王國（栋古拉王国）- 拉斐尔（英语：Rafael of Makuria），马库里亚国王（英语：List of rulers of Makuria），999年－1030年
- 桑海王国：迪亚·科索伊，桑海国王，约1000年－1019年后

## 亚洲
- 中国
  - 北宋：
    1. 宋真宗，宋朝皇帝，997年－1022年
    2. 宋仁宗，宋朝皇帝，1022年－1063年
    3. 宋英宗，宋朝皇帝，1063年－1067年
    4. 宋神宗，宋朝皇帝，1067年－1085年
    5. 宋哲宗，宋朝皇帝，1085年－1100年
    6. 宋徽宗，宋朝皇帝，1100年－1125年

  - 辽：
    1. 辽圣宗，辽朝皇帝，982年－1031年
    2. 辽兴宗，辽朝皇帝，1031年－1055年
    3. 辽道宗，辽朝皇帝，1055年－1101年

  - 西夏：
    1. 李继迁，夏国王（991年－1004年）
    2. 李德明，夏国王（1004年－1032年）
    3. 夏景宗，夏国王（1032年－1038年）、西夏皇帝（1038年－1048年）
    4. 夏毅宗，西夏皇帝（1048年－1067年）
    5. 夏惠宗，西夏皇帝（1067年－1086年）
    6. 夏崇宗，西夏皇帝（1086年－1139年）

  - 大理：
    1. 段素英，大理皇帝，986年－1009年
    2. 段素廉，大理皇帝，1009年－1022年
    3. 段素隆，大理皇帝，1022年－1026年
    4. 段素真，大理皇帝，1026年－1041年
    5. 段素兴，大理皇帝，1041年－1044年
    6. 段思廉，大理皇帝，1044年－1075年
    7. 段廉义，大理皇帝，1075年－1080年
    8. 段寿辉，大理皇帝，1080年－1081年
    9. 段正明，大理皇帝，1081年－1094年
    10. 高昇泰，大中皇帝，1094年－1096年
    11. 段正淳，大理皇帝，1096年－1108年
- 朝鲜半岛（王氏高丽）- 
  1. 高丽穆宗，高丽国王，997年－1009年
  2. 高丽显宗，高丽国王，1009年－1031年
  3. 高丽德宗，高丽国王，1031年－1034年
  4. 高丽靖宗，高丽国王，1034年－1046年
  5. 高丽文宗，高丽国王，1046年－1082年
  6. 高丽顺宗，高丽国王，1082年－1083年
  7. 高丽宣宗，高丽国王，1083年－1094年
  8. 高丽献宗，高丽国王，1094年－1095年
  9. 高丽肃宗，高丽国王，1095年－1105年
- 日本 (平安时代) –
  - 天皇 – 
    1. 一條天皇，986年－1011年
    2. 三條天皇，1011年－1016年
    3. 后一条天皇，1016年－1036年
    4. 后朱雀天皇，1036年－1045年
    5. 后冷泉天皇，1045年－1068年
    6. 后三条天皇，1068年－1072年
    7. 白河天皇，1072年－1086年
    8. 堀河天皇，1086年－1107年

  - 藤原氏 – 
    1. 藤原道長，995年－1017年
    2. 藤原赖通，1017年－1068年
    3. 藤原教通，1068年－1075年
    4. 藤原师实，1075年－1094年
    5. 藤原师通，1094年－1099年
- 越南
  - 大瞿越（前黎朝）：
    1. 黎桓，大瞿越皇帝，980年－1005年
    2. 黎龙钺，大瞿越皇帝，1005年
    3. 黎龙铤，大瞿越皇帝，1005年－1009年

  - 大越（李朝）：
    1. 李太祖，大瞿越皇帝，1009年－1028年
    2. 李太宗，大瞿越皇帝，1028年－1054年
    3. 李圣宗，大越皇帝，1054年－1072年
    4. 李仁宗，大越皇帝，1072年－1127年

  - 占婆：
    1. 毗阇耶跋摩，占婆（第八王朝）国王，约998年－1007年
    2. 诃梨跋摩二世，占婆（第八王朝）国王，1010年-1018年
    3. 毗建陀跋摩四世，占婆（第八王朝）国王，？-1041年
    4. 阇耶僧伽跋摩二世，占婆（第八王朝）国王，1041年-1044年
    5. 阇耶波罗密首罗跋摩一世，占婆（第九王朝）国王，1044年-1050年？
    6. 拔陀罗跋摩二世，占婆（第九王朝）国王，？
    7. 律陀罗跋摩三世，占婆（第九王朝）国王，1061年-1074年？
    8. 诃梨跋摩三世，占婆（第十王朝）国王，1074年-1080年
    9. 阇耶因陀罗跋摩二世，占婆（第十王朝）国王，1080年
    10. 波罗摩菩提萨埵，占婆（第十王朝）国王，1080年-1086年
    11. 阇耶因陀罗跋摩二世，占婆（第十王朝）国王，1086年-1110年？
- 柬埔寨（吴哥王朝）- 
  1. 阇耶跋摩五世，吴哥国王，968年－1001年
  2. 优陀耶迭多跋摩一世，吴哥国王，1001年－1002年
- 马打兰：达尔马旺夏（英语：Dharmawangsa），马打兰国王，985年－1006年
- 印度
  - 注辇：
    1. 罗茶罗乍，注辇国王，985年－1012年
    2. 拉真陀罗一世，注辇国王，1012年－1044年

  - 西遮娄其王朝：萨特耶室罗耶（英语：Satyashraya），遮娄其国王，997年－1008年
  - 阿萨姆：婆罗贺摩波罗，阿萨姆国王，990年－1010年
  - 基腊罗普特拉王国：作明罗毗跋摩一世，基腊罗普特拉国王，962年－1019年
  - 摩腊婆：信度罗阇，摩腊婆国王，995年－1010年
  - 波罗王朝：摩希波罗（英语：Mahipala），波罗国王，988年－1038年
  - 瞿折罗-波罗提诃罗王朝：罗阇耶波罗，波罗提诃罗王朝国王，约990年－1018年
  - 索拉什特拉：卡瓦特一世，索拉什特拉国王，982年－1003年
- 斯里蘭卡：摩晒陀五世，斯里兰卡国王，982年－约1007年，仅统治很小地域；大部分领土被罗茶罗乍占领
- 黑汗王朝：阿尔斯兰·伊列克·纳斯尔，黑汗王朝大汗，998年－1017年
- 加兹尼王朝：马哈茂德，加兹尼王朝苏丹，998年－1030年
- 布哈拉：胜利者伊斯梅尔，萨曼王朝的复国志士，999年－1004年
- 伊朗
  - 白益王朝（伊拉克、法尔斯和克尔曼）
    1. 巴哈·阿勒道拉，白益王朝埃米尔，988年－1012年
    2. 阿布·卡利賈爾，白益王朝埃米尔，1024年－1048年

  - 锡斯坦（萨法尔王朝）- 阿布·艾哈迈德·哈拉夫·伊本·艾哈迈德，萨法尔王朝埃米尔，963年－1002年
  - 泰伯里斯坦（席亚尔王朝）- 沙姆斯·穆阿里·阿布-哈桑·加布斯·伊本·乌什姆吉尔，席亚尔王朝埃米尔，976年－1012年
- 阿拔斯王朝：卡迪爾一世，巴格达哈里发，991年－1031年
- 阿勒颇：赛义德·乌德-杜拉·赛义德，阿勒颇埃米尔，991年－1002年
- 摩苏尔：胡萨姆·乌德-杜拉·穆卡拉德，摩苏尔埃米尔，996年－1001年
- 格鲁吉亚（卡尔特利王国）- 
  1. 大卫三世，卡尔特利国王，994年－1001年
  2. 古根，卡尔特利国王，1001年－1008年
- 亞美尼亞：加吉克一世，亚美尼亚国王，989年－1020年
- 塞尔柱突厥人：（可能是）塞尔柱贝伊，塞尔柱人的贝伊，？－1038年

## 欧洲
- 教宗國：
  1. 教宗思維二世，999年－1003年
  2. 若望十七世，1003年
  3. 若望十八世，1003年－1009年
  4. 思齐四世，1009年－1012年
  5. 本笃八世，1012年－1024年
  6. 若望十九世，1024年－1032年
  7. 本笃九世，1032年－1044年
  8. 西尔维斯特三世，1045年
  9. 本笃九世，1045年
  10. 额我略六世，1045年－1046年
  11. 克勉二世，1046年－1047年
  12. 本笃九世，1047年－1048年
  13. 达玛稣二世，1048年－1048年
  14. 良九世，1049年－1054年
  15. 维笃二世，1055年－1057年
  16. 斯德望九世，1057年－1058年
  17. 尼各老二世，1058年－1061年
  18. 歷山二世，1061年－1073年
  19. 额我略七世，1073年－1085年
  20. 维笃三世，1086年－1087年
  21. 乌尔巴诺二世，1088年－1099年
  22. 巴斯加二世，1099年－1118年
- 拜占庭帝国：
  1. 巴西尔二世，拜占廷帝国皇帝，976年－1025年
  2. 君士坦丁八世，拜占廷帝国皇帝，1025年－1028年
  3. 佐伊女皇，拜占廷帝国皇帝，1028年－1050年
  4. 罗曼努斯三世，拜占廷帝国皇帝，1028年－1034年
  5. 米海尔四世，拜占廷帝国皇帝，1034年－1041年
  6. 米海尔五世，拜占廷帝国皇帝，1041年－1042年
  7. 狄奥多拉女皇，拜占廷帝国皇帝，1042年－1056年
  8. 君士坦丁九世，拜占廷帝国皇帝，1042年－1055年
  9. 米海尔六世，拜占廷帝国皇帝，1056年－1057年
  10. 伊萨克一世，拜占廷帝国皇帝，1057年－1059年
  11. 君士坦丁十世，拜占廷帝国皇帝，1059年－1067年
  12. 米海尔七世，拜占廷帝国皇帝，1067年－1078年
  13. 罗曼努斯四世，拜占廷帝国皇帝，1068年－1071年
  14. 尼基弗鲁斯三世，拜占廷帝国皇帝，1078年－1081年
  15. 阿历克塞一世，拜占廷帝国皇帝，1081年－1118年
- 西班牙
  - 科尔多瓦哈里发国（白衣大食）- 希沙姆二世，科尔多瓦哈里发，976年－1008年，1010年－1012年
  - 莱昂王国：阿方索五世，莱昂国王，999年－1028年
  - 納瓦拉
    1. 加西亞·桑切斯二世，纳瓦拉国王，994年－1000年
    2. 桑乔·加尔塞斯三世，纳瓦拉国王，1000年－1035年

  - 巴塞罗那：拉蒙·博雷尔，巴塞罗那伯爵，992年－1018年
- 神圣罗马帝国（不包括意大利）- 奥托三世，神圣罗马帝国皇帝，983年－1002年
  - 波希米亚：波列斯拉夫三世，波希米亚公爵，999年－1002年
  - 奥地利：亨利一世，奥地利藩侯，994年－1018年
  - 巴伐利亚：亨利四世，巴伐利亚公爵，995年－1005年
  - 克恩頓公國：亨利四世，克恩滕公爵，995年－1002年
  - 上洛林：
    1. 蒂埃里一世，上洛林公爵，978年－1027年
    2. 腓特烈二世，上洛林公爵，1019年－1026年
    3. 戈特隆一世，同時為上下洛林公爵，1033年－1044年
    4. 戈德弗瓦二世先為上洛林公爵，後擔任下洛林公爵，1044年－1046年
    5. 阿達貝爾，上洛林公爵，1047年－1048年
    6. 格拉爾，上洛林公爵，1048年－1070年
    7. 蒂埃里二世，上洛林公爵，1070年－1115年

  - 下洛林：
    1. 奥托（英语：Otto, Duke of Lower Lorraine），下洛林公爵，991年－1012年
    2. 戈特隆一世，同時為上下洛林公爵，1023年－1044年
    3. 戈德弗瓦二世先為上洛林公爵，後擔任下洛林公爵，1044年－1046年
    4. 戈德弗瓦三世，下洛林公爵，1069年－1076年
    5. 康拉德二世，下洛林公爵，1076年－1087年
    6. 布永的戈弗雷，下洛林公爵，1087年－1100年

  - 卢森堡（摩泽尔和阿登）- 亨利一世，摩泽尔和阿登伯爵，998年－1026年
  - 迈森：埃卡德二世，迈森藩侯，985年－1002年
  - 普法尔茨：埃佐，普法尔茨伯爵，994年－1034年
  - 萨克森：伯恩哈德一世，萨克森公爵，973年－1011年
  - 士瓦本：赫尔曼二世，士瓦本公爵，997年－1003年
- 匈牙利：伊什特万一世，匈牙利大公，997年－1038年
- 英格兰：埃塞尔雷德二世，英格兰国王，978年－1013年，1014年－1016年
- 蘇格蘭：肯尼思三世，苏格兰国王，997年－1005年
- 爱尔兰：马埃尔·塞克奈尔·麦克唐奈尔，爱尔兰国王，979年－1002年
- 法国：罗贝尔二世，法国国王，996年－1031年
  - 諾曼第：理查二世，诺曼底公爵，996年－1027年
  - 安茹：富尔克三世，安茹伯爵，987年－1040年
  - 阿基坦：威廉五世，阿基坦公爵，990年－1029年
  - 布列塔尼：若弗鲁瓦一世，布列塔尼公爵，992年－1008年
  - 布卢瓦：蒂博二世，布卢瓦伯爵，995年－1004年
  - 勃艮第：大亨利，勃艮第公爵，965年－1002年
  - 瓦卢瓦：戈蒂埃二世，瓦卢瓦伯爵，998年－1017年
  - 香槟：艾蒂安一世，香槟伯爵，995年－1022年
  - 曼恩：于格三世，曼恩伯爵，992年－1015年
  - 加斯科涅：贝尔纳多·纪廉，加斯科涅公爵，984年－1009年
  - 圖盧茲：威廉三世，图卢兹伯爵，950年－1037年
  - 佛兰德：博杜安四世，佛兰德伯爵，988年－1036年
- 勃艮第王国：鲁道夫三世，勃艮第国王，993年－1032年
- 波兰：波列斯瓦夫一世，波兰国王，992年－1025年
- 罗斯：弗拉基米尔一世·斯维亚托斯拉维奇，基辅大公，980年－1015年
  - 诺夫哥罗德：维谢斯拉夫·弗拉基米罗维奇，诺夫哥罗德王公，987年－1010年
  - 沃伦：弗谢沃洛德·弗拉基米罗维奇，沃伦王公，约987年－？
  - 德列夫利安：斯维亚托斯拉夫·弗拉基米罗维奇，德列夫利安王公，？－1015年
  - 穆罗姆：鲍里斯·弗拉基米罗维奇，穆罗姆王公，？－1015年
  - 波洛茨克：伊贾斯拉夫·弗拉基米罗维奇，波洛茨克王公，987年－1001年
  - 罗斯托夫：雅罗斯拉夫·弗拉基米罗维奇，罗斯托夫王公，987年－1010年
  - 特穆塔拉干：姆斯季斯拉夫·弗拉基米罗维奇，特穆塔拉干王公，988年－1036年
  - 图罗夫：斯维亚托波尔克·弗拉基米罗维奇，图罗夫王公，988年－1015年
- 可萨汗国：（可能是）乔治·祖尔，可萨汗，？－1016年
- 佩切涅格人：（可能是）库楚格，佩切涅格汗，约990年－？
- 意大利
  - 阿马尔菲：曼索一世，阿马尔菲公爵，966年－1004年
  - 贝内文托：潘多尔福二世，贝内文托亲王，981年－1014年
  - 加埃塔：约翰三世，加埃塔公爵，991年－1012年
  - 卡普阿：兰杜尔福七世，卡普阿亲王，999年－1007年
  - 阿奎：约翰四世，阿奎莱亚宗主教，984年－1017年
  - 米兰：阿诺尔福·达·阿尔萨戈，米兰總教區總主教，998年－1018年
  - 斯波莱托和托斯卡纳：大于格，斯波莱托公爵，989年－1001年；托斯卡纳藩侯，961年－1001年
  - 那不勒斯：约翰四世，那不勒斯公爵，999年－1002年
  - 萨莱诺：瓜伊马里奥三世，萨莱诺亲王，994年－1030年
  - 威尼斯共和国：彼得罗·奥尔塞奥洛二世，威尼斯执政，991年－1008年
- 保加利亚：萨穆埃尔，保加利亚沙皇，976年－1014年
- 丹麦和挪威：斯文一世，丹麦国王，985年－1014年；挪威国王，999年－1015年
- 瑞典：奥洛夫·舍特康努格，瑞典国王，995年－1022年